# Cappella della Santa Croce (Forbach)
La cappella della Santa Croce (in lingua francese: Chapelle Sainte-Croix) è un edificio di culto cattolico eretto nel XIII secolo presso il monte Sainte-Croix a Forbach, in Mosella. Per la sua posizione domina la foresta del Warndt, estesa tra Francia e Germania, e nei pressi della cappella i visitatori possono beneficiare di una vista impareggiabile sulla regione. 
Inoltre la cappella, riconosciuta dal 1937  come monumento storico dal Ministero della cultura francese, fa parte del cammino di Santiago di Compostela e dal 2007 è inserita nell'elenco delle strade francesi del cammino di Santiago tutelate come Patrimonio dell'umanità dall'UNESCO.

## Storia

### La leggenda di Alice di Forbach
L'unica certezza riguardo alla fondazione della cappella della Santa Croce è che questa sarebbe stata costruita nel XIII secolo. Secondo una leggenda tramandatasi nel tempo, a costruirla sarebbe stata Alice de Werd, figlia del conte di Rixingen Theodorich de Werd e nota col nome di Alice di Forbach. A causa della sua bellezza Alice suscitò l'interesse di due fratelli, i signori di Siersburg e Felsberg. Non sapendo scegliere tra i due, Alice li incitò a combattere tra di loro dietro la promessa di sposare il vincitore. Il duello tuttavia si concluse con la morte di entrambi i fratelli e Alice, presa dal rimorso, si ritirò in isolamento e preghiera presso il monte Sainte-Croix, costruendovi una cappella dove venne in seguito sepolta. Pur non essendo mai stata canonizzata, Alice di Forbach divenne ben presto oggetto di una vera e propria venerazione popolare.

### La cappella

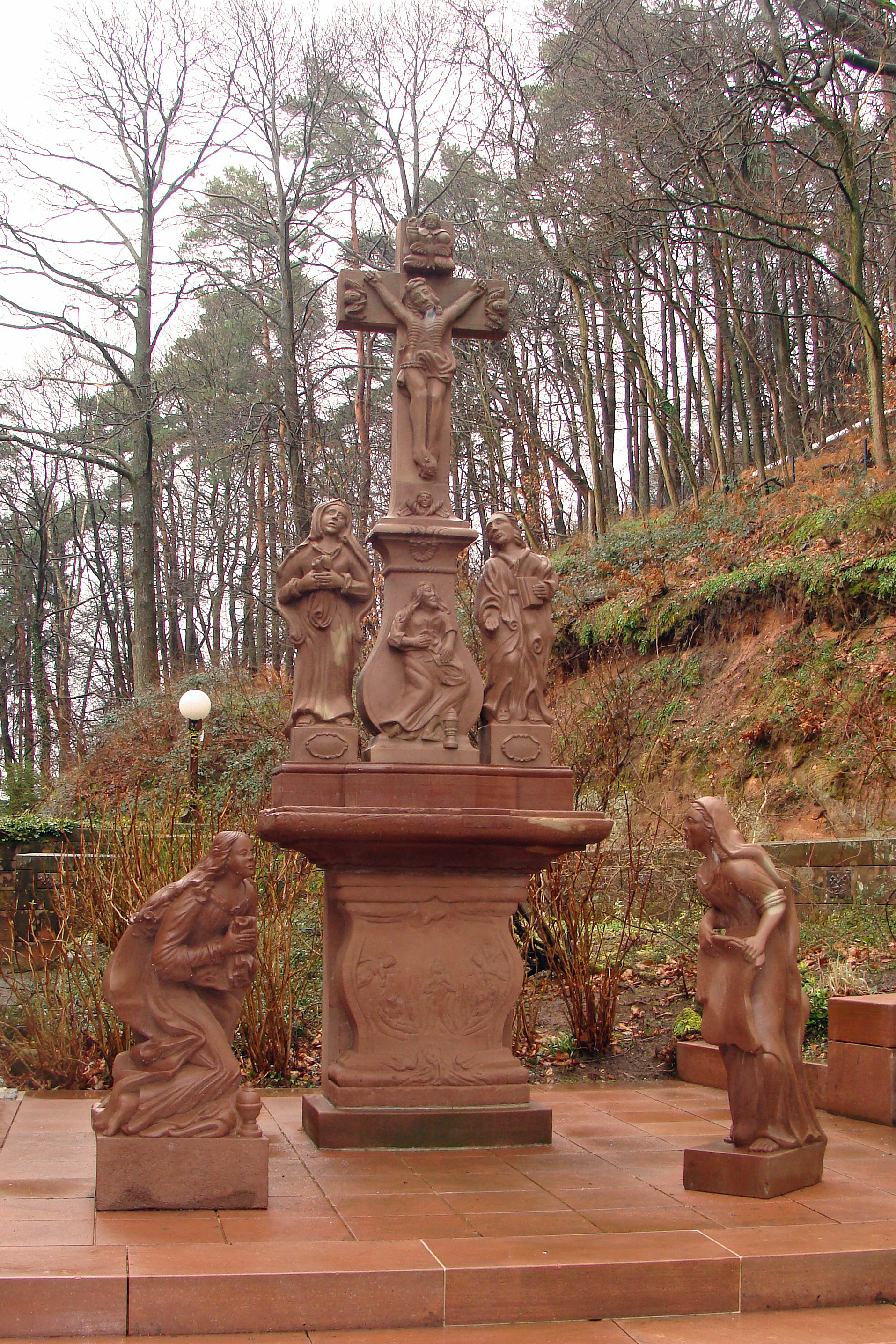
Calvario all'esterno della cappella

L'origine precisa della cappella della Santa Croce è oscura: si ipotizza che sia nata come casaforte, per poi essere in seguito convertita in cappella. Una possibile data di fondazione della cappella  potrebbe essere quella del 1257: stando ad alcune fonti, in quell'anno la cappella apparteneva ai fedeli di Hombourg-Haut. La cappella venne inoltre citata in una lettera del vescovo di Metz Adhémar de Monteil, che la definì capella sancta crucis juxta Forbachum. Tra il XIV secolo ed il XV secolo la cappella fu sottoposta a restauri che ne modificarono in parte l'aspetto, introducendo elementi gotici in un edificio originariamente romanico. 
Danneggiata durante la guerra dei trent'anni, nei secoli successivi la cappella passò attraverso vari proprietari: nel 1684 venne acquisita dai baroni von der Leyen, che la cedettero ai signori di Forbach, e in particolare alla contessa Marianne Camasse, consorte del conte di Forbach Cristiano IV. La cappella fu poi confiscata nel 1793, durante la Rivoluzione francese. In questo periodo la cappella fu fortemente danneggiata e alcune statue del calvario decapitate, e solo grazie all'intervento della popolazione locale le rimanenti statue dell'edificio furono salvate venendo nascoste in luoghi sicuri. Tornata in possesso della contessa dopo la rivoluzione, la cappella fu ereditata dai suoi figli, che la cedettero alla famiglia de Wendel nel 1824.
Ulteriormente danneggiata durante la seconda guerra mondiale, nel secondo dopoguerra la cappella divenne di proprietà delle miniere di carbone del bacino della Lorena, che la vendettero nel 1969 al comune di Forbach al prezzo simbolico di un franco. Il comune restaurò la cappella con l'aiuto dell'associazione Les Amis de la chapelle Sainte-Croix, facendone un luogo di preghiera ma anche di cultura, destinandolo allo svolgimento di concerti e altre attività sociali.

## Descrizione

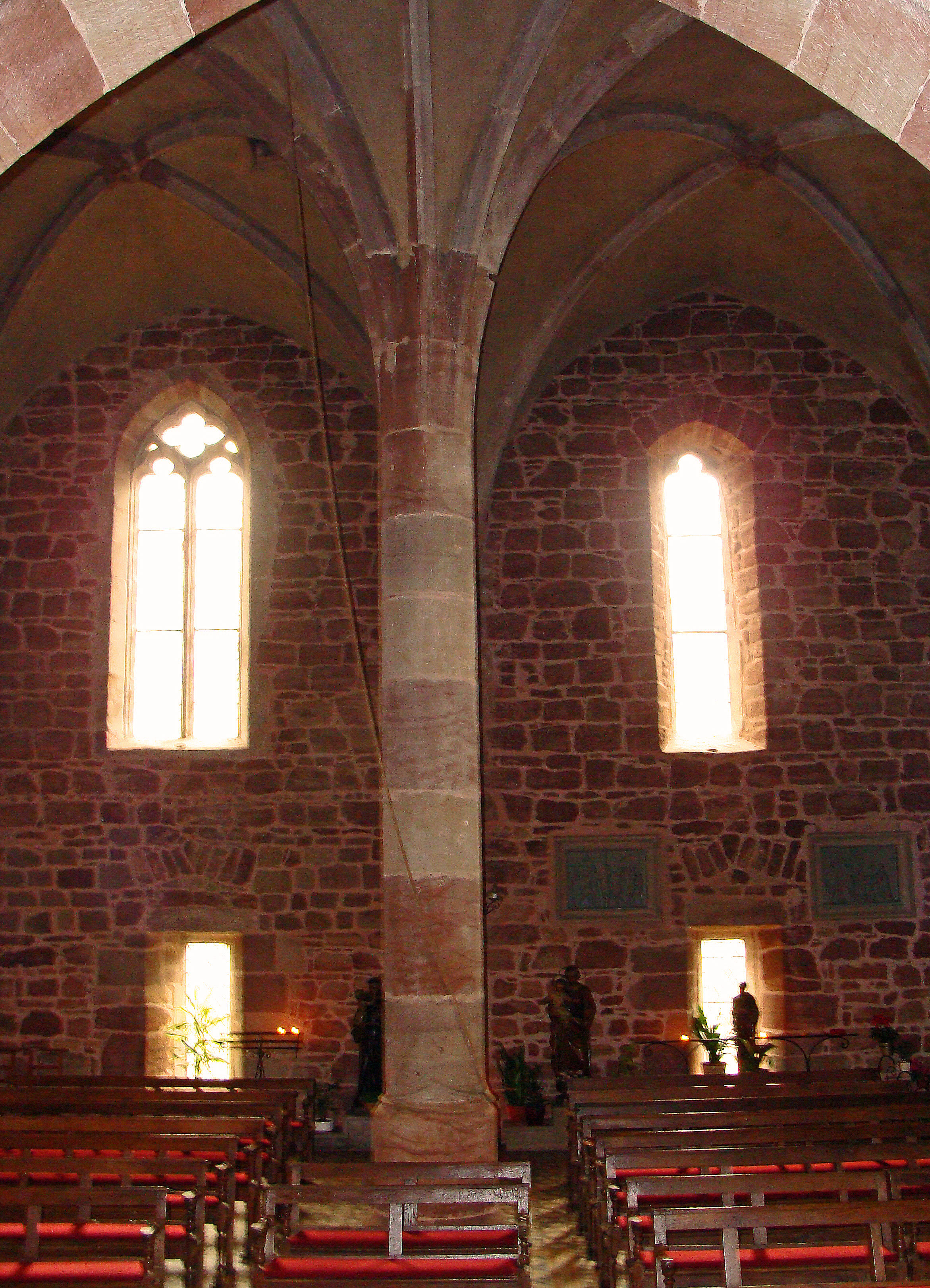
Interno della cappella

La cappella della Santa Croce è strutturata come una chiesa a sala. 
La navata dell'edificio è quadrata e realizzata in arenaria. Il coro invece è costruito in maniera più irregolare. Originariamente navata e coro erano due strutture distinte e separate, come testimonia la differenza strutturale e di altezza tra le due parti. La navata è di realizzazione più antica del coro ed era destinata ad essere una struttura abitativa (presumibilmente una casaforte), mentre il coro fu aggiunto nel XIII secolo. Mentre nell'impostazione originaria la navata era in stile romanico, con i lavori susseguitisi a partire dal XIV secolo si ebbe una transizione verso un modello  gotico. Oggi la navata appare quindi coperta da volte d'ogiva sorrette da un unico pilastro posto al centro della navata. Il coro, come la navata, si caratterizza per la presenza di finestre gotiche, una delle quali oggi parzialmente murata.
All'interno della struttura è presente un timpano risalente al XIII secolo decorato con una scultura rappresentante Cristo in croce, mentre al di sotto dell'altare è presente una tomba a nicchia scavata nella roccia e che accoglie le spoglie di una donna. Infine, dal 2017 la cappella è dotata di un proprio organo a canne.
All'esterno sono invece presenti dei calvari realizzati con statue risalenti ad epoche diverse.